# Інджон (ван Чосону)
Інджон (кор. 인종, 仁宗, Injong, In-jong); ім'я при народженні Лі Хо (кор. 이호, 李峼, I Ho, Yi Ho; 10 березня 1515 — 8 серпня 1545) — корейський правитель, дванадцятий володар держави Чосон.
Посмертні титули — Йонджон-теван, Химхьо-теван .